# Korcsmáros Pál-díj
A Korcsmáros Pál-díjat 2012-ben alapította a Képes Kiadó a Magyar Képregény Szövetség (MKSZ) közreműködésével a neves grafikus, könyvillusztrátor és képregényrajzoló emlékére. Az a magyar alkotó kaphatja meg, aki az előző évben a legkiemelkedőbb teljesítményt nyújtotta a képregényért, hazai publikációkkal és egyéb tevékenységgel, vagy külföldi megjelenésekkel. A díjat a Képes Kiadó ítéli oda az Alfabéta-díj zsűrijének javaslata alapján. Átadására évente, a budapesti nemzetközi képregényfesztiválon kerül sor.

## Előzmények
Az MKSZ 2011-ben alapította meg Zórád Ernő örököseivel közösen a Zórád Ernő-díjat. Az első és eddig utolsó díjazott Futaki Attila volt. A díj a sok hasonlóság miatt – kiírás, koncepció, adományozó, átadás helye – tekinthető a Korcsmáros Pál-díj közvetlen elődjének.

## Díjazottak
- 2012 – Felvidéki Miklós
- 2013 – Fazekas Attila
- 2014 – Tálosi András
- 2015 – Kiss Ferenc
- 2016 – Haui József
- 2017 – Marabu
- 2018 – Sváb József
- 2019 – Farkas Lajos
- 2020 – Sarlós Endre
- 2021 – Németh Gyula
- 2022 – Kertész Sándor
- 2023 – László Márk
- 2024 – Németh Levente

## Külső hivatkozások
- Laudáció Tálosi András Korcsmáros Pál-díjához, 2014
- Laudáció Kiss Ferenc Korcsmáros Pál-díjához, 2015
- Laudáció Marabu Korcsmáros Pál-díjához, 2017
- Laudáció Sváb József Korcsmáros Pál-díjához, 2018
- Laudáció Farkas Lajos Korcsmáros Pál-díjához, 2019
- Laudáció Sarlós Endre és Németh Gyula Korcsmáros Pál-díjához, 2021
- Laudáció Farkas Lajos Korcsmáros Pál-díjához, 2024